# 桃山八幡社
桃山八幡社（ももやまはちまんしゃ）は、愛知県春日井市にある神社である。

## 概要
元々明治初期に屋敷神として創建された。昭和42年（1967年）に、境内のクスノキが春日井市指定の保存樹となっている。

## 祭神
本殿
- 日本武尊

脇殿
- 加具土命
- 須佐之男命

## 祭礼
- 新年祭（1月）
- 天王祭（6月）
- 秋の例祭（10月）

## 交通手段
- 名鉄バスの「桃山3丁目」停留所下車、徒歩2分。
- かすがいシティバスの「桃山町」停留所下車、徒歩2分。

## 近隣
- 中部管区警察学校
- 春日井市民病院
- 春日井駐屯地
- 小牧ジャンクション
- 小牧市民球場